# My Bloody Valentine (banda)
My Bloody Valentine é uma banda de rock alternativo formada em Dublin em 1983. Desde 1987, seu alinhamento consiste dos membros fundadores Kevin Shields (vocais, guitarra, sampler) e Colm Ó Cíosóig (bateria, sampler), com Bilinda Butcher (vocais, guitarra) e Debbie Googe (baixo).
Sua música é mais conhecida por sua fusão de texturas de guitarra dissonantes, vocais andróginas e técnicas não ortodoxas de produção. Eles atuaram como pioneiros do subgênero de rock alternativo conhecido como shoegaze durante o final dos anos 1980 e início dos anos 1990.
Após vários lançamentos iniciais malsucedidos e mudanças de membros, My Bloody Valentine assinou com a Creation Records em 1988. A banda lançou vários EPs de sucesso e os álbuns Isn't Anything (1988) e Loveless (1991) através da gravadora; o último é frequentemente descrito como seu magnum opus e um dos melhores álbuns da década de 1990, bem como o melhor álbum de shoegaze de todos os tempos. No entanto, eles foram retirados da Creation após seu lançamento devido aos extensos custos de produção do álbum. Em 1992, a banda assinou contrato com a Island Records e gravou vários álbuns com material inédito, permanecendo em grande parte inativos.
Googe e Ó Cíosóig deixaram a banda em 1995, e foram seguidos por Butcher em 1997. Incapaz de completar a sequência de Loveless, Shields se isolou e, em suas próprias palavras, "enlouqueceu". Porém, em 2007, ele anunciou que havia se reunido com seus companheiros de banda, e My Bloody Valentine posteriormente embarcou em uma turnê mundial. Após muitos adiamentos, seu terceiro álbum de estúdio, m b v, foi finalmente lançado em 2013.

## História

### 1978–1985: Formação
Eu tinha acabado de terminar com uma banda com a qual estava há pouco menos de um ano. Um dia, eu estava em uma antiga loja de discos independente, a Freebird. Eu vi um anúncio de uma banda procurando por um vocalista. Liguei para o número e falei com um cara chamado Mark Ross, que estava tocando baixo com Kevin e Colm. Combinamos de nos encontrar fora da igreja Sallynoggin em Co Dublin.

—David Conway explicando sua entrada à banda.
Em 1978, Kevin Shields e Colm Ó Cíosóig foram apresentados uns aos outros em um torneio de caratê ou kung fu no sul de Dublin. A dupla tornou-se amiga no que foi descrito como "uma amizade quase noturna" e depois formou The Complex, uma banda de punk rock, com Liam Ó Maonlaí, amigo de Ó Cíosóig da Coláiste Eoin. A banda, que realizou "um punhado de shows" consistindo em canções de Sex Pistols e Ramones, foi dissolvida quando Ó Maonlaí saiu para formar a Hothouse Flowers. Depois, Shields e Ó Cíosóig formaram A Life in the Day, um trio de pós-punk, mas não conseguiu garantir apresentações com mais de cem pessoas presentes. Após a dissolução de A Life in the Day, Shields e Ó Cíosóig formaram My Bloody Valentine no início de 1983 com o vocalista principal David Conway. Conway, que se apresentou sob o pseudônimo de Dave Stelfox, sugeriu uma série de nomes de bandas em potencial, incluindo Burning Peacocks, antes de o trio escolher My Bloody Valentine. Shields, desde então, alegou que não sabia que My Bloody Valentine era o título de um filme canadense de terror quando o nome foi sugerido.
My Bloody Valentine experienciou uma série de mudanças de formação durante os primeiros meses. Mark Ross, o baixista original, deixou a banda em dezembro de 1983 e foi substituído por Paul Murtagh, que deixou a banda no início de 1984. Em março do mesmo ano, Shields, Conway e Stephen Ivers, o guitarrista na época, gravaram a primeira demo da banda em um gravador de quatro canais na casa dos pais de Shields em Killiney. Shields e Ó Cíosóig fizeram o overdub de faixas de baixo e bateria no Litton Lane Studios, e a fita foi usada mais tarde para garantir um contrato com a Tycoon Records. Logo depois de gravar a demo, Ivers deixou My Bloody Valentine e a namorada de Conway, Tina Durkin, entrou como tecladista. Nessa época, Conway, por sugestão de Shields, contatou Gavin Friday, o vocalista da banda pós-punk Virgin Prunes. De acordo com Shields, Conway abordou Friday em Finglas, pediu-lhe um conselho e foi dito para "sair de Dublin."
Shields concordou com o conselho, comentando em janeiro de 1991 que "não havia lugar para nós" na Irlanda; Ó Cíosóig explicou que a cena musical irlandesa não era receptiva ao seu estilo. Friday forneceu à banda contatos que garantiram a eles um show em Tilburg, Países Baixos. A banda mudou-se para o país após o show e morou lá por mais nove meses, abrindo para o R.E.M. em uma ocasião em 8 de abril de 1984. Devido à falta de oportunidades e de documentação correta, a banda se mudou para Berlim Ocidental, Alemanha no final de 1984 e gravou seu primeiro mini-álbum, This Is Your Bloody Valentine (1985). O álbum não recebeu muita atenção e a banda voltou temporariamente para os Países Baixos, antes de se estabelecer em Londres, Reino Unido, no meio de 1985.

### 1985–1986: Lançamentos independentes
Após sua mudança para Londres em 1985, os membros do My Bloody Valentine perderam o contato uns com os outros enquanto procuravam acomodação, e Tina Durkin, não confiante em suas habilidades como tecladista, deixou a banda. Quando os três membros restantes recuperaram o contato uns com os outros, a banda decidiu fazer um teste para baixistas, pois eles não tinham um baixista regular desde sua formação. Shields adquiriu o número de telefone de Debbie Googe de um contato em Londres, convidou-a para uma audição e, posteriormente, a recrutou como baixista. Googe conseguiu assistir aos ensaios, que eram centrados em seu trabalho diário. As sessões de ensaio eram realizadas regularmente no Salem Studios, que era conectado à gravadora independente Fever Records. O empresário da gravadora ficou impressionado com a banda e concordou em lançar um extended play (EP), desde que a banda financiasse as sessões de gravação. Lançado em dezembro de 1985, Geek! não atingiu as expectativas da banda; no entanto, logo após seu lançamento, My Bloody Valentine estava se apresentando no circuito de shows de Londres, ao lado de bandas como Eight Living Lags, Kill Ugly Pop e The Stingrays.
Devido ao lento progresso da banda, Shields pensou em se mudar para Nova Iorque, onde membros de sua família moravam na época. No entanto, o co-fundador da Creation Records, Joe Foster, decidiu estabelecer sua própria gravadora, a Kaleidoscope Sound, e persuadiu My Bloody Valentine a gravar e lançar um EP. The New Record by My Bloody Valentine, produzido por Foster, foi lançado em outubro de 1986 e chegou ao número 22 na UK Indie Chart após seu lançamento. A partir de então, a banda começou a fazer shows mais frequentes, mais tarde desenvolvendo um pequeno grupo de seguidores e viajando para fora de Londres para apresentações ao vivo, apoiando e abrindo para bandas como a The Membranes.

### 1987: Lazy Records e recrutamento de Butcher

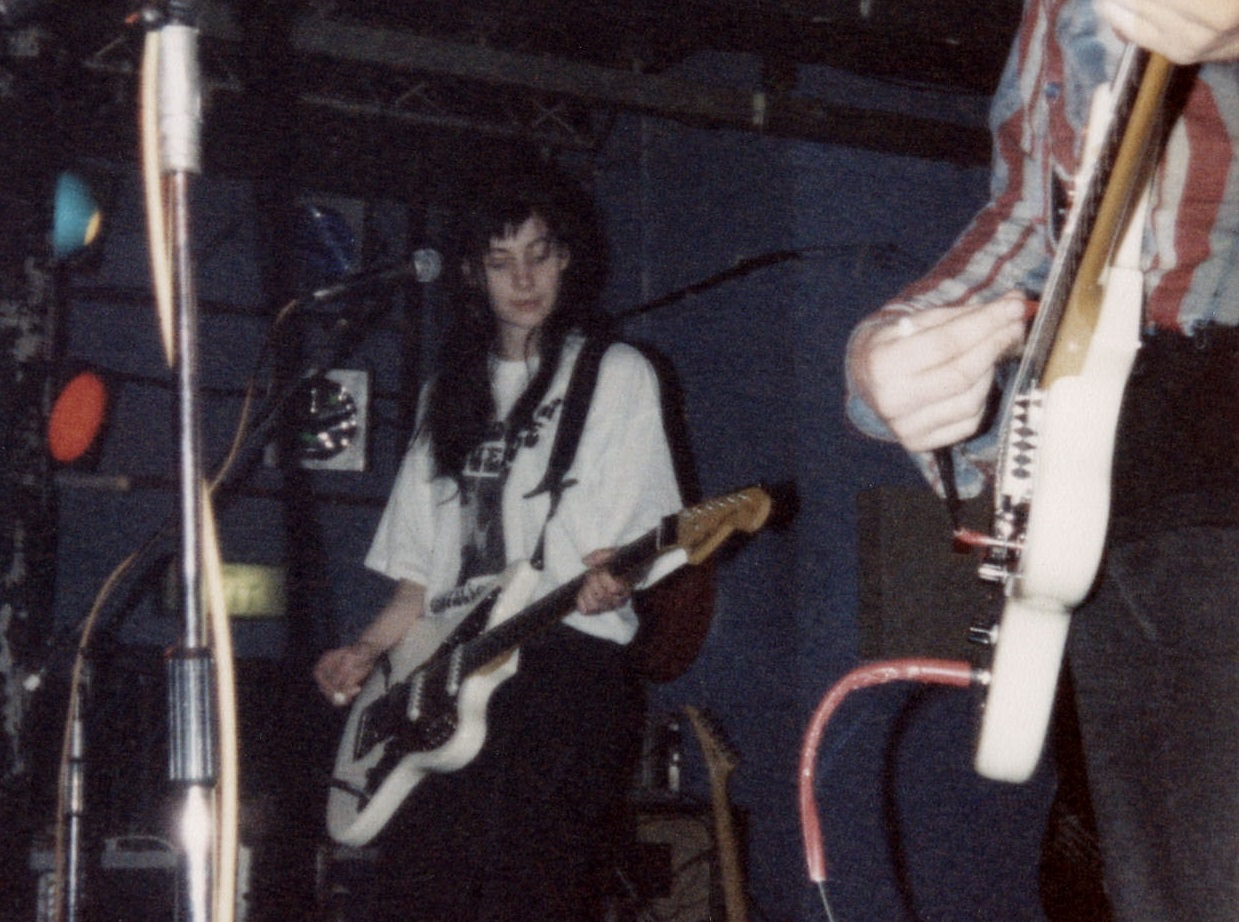
Bilinda Butcher se apresentando em 1989

No início de 1987, My Bloody Valentine assinou com a Lazy Records, outra gravadora independente, que foi fundada pela banda de indie pop The Primitives e seu empresário, Wayne Morris. O primeiro lançamento de My Bloody Valentine através selo foi o single "Sunny Sundae Smile", lançado em fevereiro de 1987. Ele alcançou a posição 6 na UK Indie Singles Chart e a banda saiu em turnê após seu lançamento. Depois de uma série de apresentações em todo o Reino Unido, o grupo conseguiu garantir uma vaga de suporte com os Soup Dragons. Em março de 1987, durante a turnê com esta banda, David Conway anunciou sua decisão de deixar My Bloody Valentine, devido a uma doença gástrica, desilusão com a música e ambições de se tornar um escritor. A saída de Conway deixou My Bloody Valentine sem um vocalista principal — uma situação que Shields, Ó Cíosóig e Googe decidiram corrigir colocando anúncios na imprensa musical local. O processo de audição, que Shields descreveu como "desastroso e excruciante", foi malsucedido porque Shields "mencionou The Smiths, porque [ele] gostava de suas melodias", o que atraiu vários vocalistas que ele chamou de "bolas de frutas".

### 2013–presente: Planos futuros
Em 2013, Shields anunciou que o My Bloody Valentine pretendia lançar um EP produzido a partir de "material totalmente novo", que seria seguido por um quarto álbum de estúdio da banda. Em setembro de 2017,  Shields estava trabalhando em material do novo álbum, que inicialmente seria lançamento em 2018. Em 2018, a banda estimou que dois EPs seriam lançados no ano seguinte, mas nenhuma das estimativas de lançamentos anunciadas foi cumprida.
Em 29 de março de 2021, My Bloody Valentine publicou um vídeo promocional que exibia a a arte da capa de álbuns anteriores, acompanhadas com o texto "31 03 [31 de março]". Em 31 de março de 2021, foi anunciado que  o My Bloody Valentine assinou contrato com a Domino Records. Pela primeira vez, a discografia completa foi disponibilizada nos serviços de streaming em todo o mundo.  Além disso, a banda anunciou que sua discografia seria relançada também em CD e LP em 21 de maio.

## Legado
My Bloody Valentine são considerados por alguns como os pioneiros do subgênero de rock alternativo conhecido como shoegaze, um termo criado por jornalistas da Sounds em 1990 para descrever o "estilo de atuação imóvel, em que ficavam no palco olhando para o chão". Os lançamentos da banda na Creation Records influenciaram atos de shoegaze, incluindo Slowdive, Ride e Lush, e são considerados como uma plataforma que permitiram que as bandas fossem conhecidas. Após o lançamento de Loveless (1991), My Bloody Valentine estava "pronto para uma descoberta popular", embora nunca tenha alcançado o sucesso mainstream. No entanto, a banda é conhecida por ter sido "profundamente influente na direção do rock alternativo dos anos 90", de acordo com o AllMusic. Em 2017, um estudo do banco de dados do AllMusic indicou My Bloody Valentine como sua 26ª influência mais citada em outros artistas.
Várias bandas de rock alternativo citaram My Bloody Valentine como uma influência. O vocalista de The Smashing Pumpkins, Billy Corgan, foi influenciado por Isn't Anything em seu lançamento e tentou recriar seu som no álbum de estreia da banda, Gish (1991), particularmente a faixa de encerramento "Daydream", que Corgan descreveu como "uma cópia completa do som de My Bloody Valentine". Dois álbuns de estúdio sucessivos de The Smashing Pumpkins, Siamese Dream (1993) e Mellon Collie and the Infinite Sadness (1995), também foram influenciados pela banda. Courtney Love citou a banda como uma influência em Celebrity Skin (1998), o terceiro álbum de estúdio da banda Hole.
Isn't Anything foi incluído numa lista de "1000 álbuns para ouvir antes de morrer" da The Guardian e listado no número 22 na lista de 100 melhores álbuns dos anos 80 da Pitchfork. Loveless foi eleito o melhor álbum dos anos 1990 pela Pitchfork em 1999 e, na revisão de 2020 da lista dos "500 melhores álbuns de todos os tempos da Rolling Stone, ficou na posição 73. Em 2008, ambos os álbuns foram incluídos na lista de 40 melhores álbuns irlandeses de todos os tempos da The Irish Times, onde Isn't Anything ficou em 27º lugar e Loveless no número 1. Em 2013, Loveless ficou em terceiro lugar na lista dos 30 melhores álbuns irlandeses de todos os tempos da Irish Independent. Em diversas ocasiões, Loveless foi citado como o melhor álbum de shoegaze de todos os tempos, e foi citado como o segundo melhor álbum de dream pop de todos os tempos pela Paste.

## Membros
| - Kevin Shields – vocais, guitarra, sampler (1983–1997, 2007–presente) - Colm Ó Cíosóig – bateria, sampler (1983–1995, 2007–presente) - Bilinda Butcher – vocais, guitarras (1987–1997, 2007–presente) - Debbie Googe – baixo (1985–1995, 2007–presente) - Anna Quimby – flauta (1991) - Jen Macro – teclado (?–presente) | - David Conway – vocais (1983–1987) - Stephen Ivers – guitarra (1983–1984) - Mark Ross – baixo (1984) - Paul Murtagh – baixo (1984–1985) - Tina Durkin – teclado (1984–1985) - Joe Byfield – vocais (1987) |

## Discografia
- Isn't Anything (1988)
- Loveless (1991)
- m b v (2013)